# Mats Traat
Mats Traat (ur. 23 listopada 1936 w Arula, zm. 27 czerwca 2022) – estoński pisarz, scenarzysta, dramaturg i tłumacz literatury polskiej, czeskiej i macedońskiej.

## Życiorys
Urodził się w rodzinie chłopskiej. W 1957 roku ukończył szkołę agrotechniczną (est. Põllumajanduse Mehhaniseerimise Tehnikum) w miejscowości Vaeküla i rozpoczął pracę w rolnictwie. W latach 1959–1964 studiował w Instytucie Literatury im. Maksyma Gorkiego w Moskwie. Od 1970 roku utrzymywał się z działalności literackiej.
Mats Traat należał do najbardziej aktywnych pisarzy estońskich. Zadebiutował w 1958 roku na łamach prasy. Pierwszy zbiór wierszy, pt. Kandilised laulud ukazał się w 1962 roku. Początkowo pisał głównie poezje, utwory prozatorskie zaczęły dominować w jego twórczości dopiero w latach 70. Tworzył teksty bardzo zróżnicowane formalnie i gatunkowo (proza, liryka, dramat).
Mats Traat został czterokrotnie wyróżniony nagrodą im. Friedeberta Tuglasa: w 1975 roku za opowiadanie pt. Kohvioad (przełożone w 1978 roku na język polski pt. Ziarna kawy), w 1996 roku za opowiadanie pt. Võimu rist, w 2002 roku za opowiadanie pt. Kohtupeegel oraz w 2007 roku za opowiadanie pt. Sarviku armastus (były one publikowane na łamach czasopisma Looming).
W przekładzie na język polski ukazała się powieść autorstwa Matsa Traata zatytułowana Pommeri aed w przekładzie Stanisława Niewiadomskiego, opublikowana jako Sad Pommera w Warszawie w 1983 roku nakładem wydawnictwa Czytelnik. Przełożono również na język polski uhonorowane nagrodą im. Friedeberta Tuglasa opowiadanie pt. Kohvioad jako Ziarna kawy, w przekładzie (z języka rosyjskiego) Krystyny Borowieckiej, wydanie książkowe ukazało się w 1978 roku nakładem Państwowego Instytutu Wydawniczego. Na łamach Literatury na Świecie nr 11/1983 w przekładzie Marka Wawrzkiewicza ukazało się ponadto kilka wierszy autorstowa Matsa Traata.

## Dzieła

### Powieści
- 1971 – Tants aurukatla ümber
- 1973 – Maastik õunapuu ja meierikorstnaga
- 1973 – Pommeri aed (wyd. pol. pt. Sad Pommera, 1983)
- 1976 – Inger
- 1977 – Türgi oad
- 1979 – Puud olid, puud olid hellad velled
- 1980 – Rippsild
- 1982 – Karukell, kurvameelsuse rohi
- 1985 – Üksi rändan
- 1987 – Minge üles mägedele (tom I)
- 1993 – Hirm ja iha
- 1994 – Minge üles mägedele (tom II)

### Tomy poezji
- 1962 – Kandilised laulud
- 1966 – Kaalukoda
- 1979 – Valitud luuletused
- 1986 – Sügislootus
- 1990 – Ajalaulud
- 1991 – Vastuseta
- 1993 – Koidu kätes

### Sztuki teatralne
- 1981 – Päike näkku